# Nyzhnohirskyi (huyện)
Huyện Nyzhnohirskyi (tiếng Ukraina: Нижньогірський район, chuyển tự: Nyzhnohirskyis’kyi raion) là một huyện của Krym. Huyện Nyzhnohirskyi có diện tích 1212 km², dân số theo điều tra dân số ngày 5 tháng 12 năm 2001 là 55863 người với mật độ 46 người/km2. Trung tâm huyện nằm ở Nyzhnohirskyi.